# Veelkleurige lichtmot
De veelkleurige lichtmot (Rhodophaea formosa) (voorheen geplaatst in het geslacht Pempelia) is een nachtvlinder uit de familie Pyralidae, de snuitmotten. De spanwijdte van de vlinder bedraagt tussen de 20 en 23 millimeter. De soort overwintert als pop.

## Waardplant
De veelkleurige lichtmot heeft iep als waardplant.

## Voorkomen in Nederland en België
De veelkleurige lichtmot is in Nederland een vrij algemene en in België een vrij schaarse soort, die vooral in het noorden wordt waargenomen. De soort kent één generatie die vliegt in juli en augustus.